# Everlasting note
「everlasting note」（エヴァーラスティング・ノート）は、G.Addictの1作目のシングル。2010年5月26日にLantisより発売された。

## 概要
- 「everlasting note」は、Webラジオ内でショートサイズが流れた。
- アニメロミックス、アニメロ★うた、超!アニメロにて楽曲独占先行配信されている
- 5月19日からc/wの｢Last days｣の着うたが配信されている。
- CDと共にアニメーションミュージッククリップが収録されているDVDが同梱されている。

## 収録曲
1. everlasting note [3:46]
作詞、作曲、編曲：R・O・N
2. Last days [4:04]
作詞：生田真心、作曲・編曲：宮崎誠

## DVD
1. 「everlasting note」Animation Movie